# Smart As...
Smart As... è un videogioco sviluppato da Climax Group per la piattaforma PlayStation Vita. Pubblicato da Sony Computer Entertainment, è stato pubblicato il 30 ottobre 2012 in America del Nord ed il giorno successivo in Europa.

## Modalità di gioco
Smart As... è sviluppato, come molti altri giochi dello stesso genere, per mantenere in allenamento la mente del giocatore. Il giocatore viene così messo alla prova nelle quattro aree previste dal gioco: aritmetica, logica, osservazione e linguaggio. Ogni gioco dà un punteggio, la cui media stabilisce il risultato quotidiano. Questo punteggio può essere sincronizzato con quello degli altri giocatori in giro per il mondo, per compilare delle classifiche globali. Ad ogni giornata d'allenamento completata, il giocatore sbloccherà un esercizio nell'area di gioco libero, selezionabile in ogni momento.
Oltre alle aree di Allenamento quotidiano e Gioco libero, Smart As... presenza una sezione dedicata a classifiche e statistiche. Ogni giorno, il giocatore viene interrogato su una domanda sulle proprie abitudini, la cui risposta è utilizzata per elaborare altre classifiche. È infine presente una modalità Viaggiatore, in cui il giocatore potrà essere sottoposto ad una sfida diverse in base alla città in cui si trova.

### Tipologie dei giochi
Smart As... contiene cinque giochi per ognuna delle quattro aree. Per le soluzioni di questi rompicapi, vengono utilizzate tutte le funzioni del sistema PlayStation Vita, inclusi touchpad e camera. La già citata modalità Viaggiatore utilizza la funzione GPS del dispositivo.
Al primo avvio del gioco, nella modalità gioco libero, è disponibile un solo rompicapo per area: i rimanenti sedici verranno sbloccati al termine delle successive sedici sedute d'allenamento quotidiano. Ogni gioco prevede quattro livelli di difficoltà, ognuno dei quali con una valutazione che va da zero a tre stelline.
La maggior parte dei rompicapi si divide in turni, da tre a cinque. Per alcuni, è prevista una penalità in caso di errore.